# Коралевич Михайло Антонович
Михайло Антонович Корале́вич (псевдоніми: М. Душинський, М. Коралевич-Душинський; нар. 20 серпня 1849, Гошів — пом. 28 січня 1925, Вижниця) — український театральний актор і режисер, адміністратор театру, перекладач драматичних творів, правник, суддя, адвокат, громадський діяч. Брат акторки Іванни Біберовичевої, чоловік акторки Теофілі Романович (Рожанковської).

## Біографія
Народився 20 серпня 1849 р. у с. Гошеві (нині Калуський район Івано-Франківської області, Україна) в сім'ї церковного художника і різьбяра Антона Коралевича та Магдалени Душинської. З 1869 р. грав переважно ролі другого плану в Театрі товариства «Руська бесіда» у Львові, та одночасно упродовж 1874—1880 років був адміністратором (секретарем) трупи, перекладав драматичні твори.
Навчався на правничому факультеті Львівського університету, який закінчив 1880 р. Працював у судових органах: у Крайовому суді в Чернівцях: 1883 – 1886  –   авскультант, 1901 – 1908 – судовий секретар, 1908 – 1918 – радник; у повітових судах: м. Сучава (нині Румунія): 1886 – 1889 – авскультант; м. Вижниця: 1889 1898 – ад’юнкт; м. Сторожинець (обидва – нині Чернівецької області): 1898 – 1901 – судовий секретар.  Після виходу на пенсію (емеритуру) займався приватною адвокатською практикою в Чернівцях та Вижниці.
Упродовж 1884 – 1886 в Чернівцях разом з дружиною Т. Романович та її сестрою М. Романович брав участь у діяльності аматорського театрального гуртка «Першого руського драматичного товариства» у Чернівцях, був його «артистичним директором» (художнім керівником і режисером).
Помер і похований у Вижниці.

## Творчість
зіграв ролі :
- Макогоненко («Наталка Полтавка» Івана Котляревського);
- Іван («Довбуш» Осипа-Юрія Федьковича)

поставив вистави :
- «Сватання на Гончарівці», «Шельменко-денщик» Григорія Квітки-Основ'яненка,
- «Дадько Каспар і три грації» Сидора Воробкевича;
- «Покійний Опанас» Антона Янковського.